# 大橋幸泰
大橋 幸泰（おおはし ゆきひろ、1964年8月 - ）は、日本の日本史学者。早稲田大学教授。日本歴史学協会常任委員、早稲田大学史学会非常任評議員、歴史科学協議会代表理事、日本学術会議第一部会員･史学委員会委員長。

## 略歴
新潟県三条市生まれ。新潟県立三条高等学校卒、1987年早稲田大学第一文学部日本史学卒、1996年同大学院文学研究科博士後期課程満期退学。1991年から2004年まで武蔵中学校・高等学校教諭。1999年「キリシタン民衆史の研究」で博士（文学）。2004年早稲田大学教育・総合科学学術院専任講師、2006年助教授、2007年准教授を経て、2011年教授となる。キリシタン史が専門。

## 著書
- 『キリシタン民衆史の研究』（東京堂出版） 2001
- 『検証 島原天草一揆』（吉川弘文館、歴史文化ライブラリー） 2008
- 『潜伏キリシタン 江戸時代の禁教政策と民衆』（講談社選書メチエ） 2014、のち講談社学術文庫 2019.3
- 『近世潜伏宗教論 キリシタンと隠し念仏』（校倉書房、歴史科学叢書） 2017

### 共編
- 『〈江戸〉の人と身分 6 身分論をひろげる』（深谷克己共編、吉川弘文館） 2011

## 論文
- <大橋幸泰